# Appalachen-Plateau

Zonen der Appalachen (nach USGS)

Das Appalachen-Plateau ist der westliche Teil der Appalachen. Es setzt sich aus dem Cumberland-Plateau und dem Allegheny-Plateau zusammen. Es erstreckt sich von New York bis nach Georgia und Alabama.

## Physische Geographie
Das Appalachen-Plateau besteht aus nahezu ungestört lagernden Schichten des Ober- und Unterkarbons, welche bedeutende Steinkohle- und Anthrazitflöze enthalten. Diese stellten durch ihre günstige Lage in der Nähe der hochindustrialisierten Ostküste der Vereinigten Staaten einen bedeutenden Wirtschaftsfaktor dar. Die Kohle, die sich während des Pennsylvaniums bildete, wird häufig im Tagebau, speziell dem Mountaintop removal mining, abgebaut.
Die Sedimentschichten bilden ein Schichtstufen- beziehungsweise Schichttafelrelief.
Das Plateau ist teilweise tief von Flüssen zerschnitten, so etwa durch den Ohio River. Der markante Steilrand zur Valley and Ridge-Zone erweckt von Osten her den Eindruck einer Gebirgskette. Nach Nordwesten geht das Plateau sanft in die Interior Plains über.
Von Nordosten nach Südwesten setzt sich das Plateau aus Mohawk, Catskills, Allegheny-Plateau, Kanawha, Cumberland-Plateau und Cumberland Mountains zusammen.